# Street Dogs
Street Dogs is een Amerikaanse punkband uit Boston, Massachusetts. De band is opgericht in 2002.

## Biografie
Streetdogs is een punkband gevormd in 2002 door ex-Dropkick Murphys-zanger Mike McColgan. Hij had de band in 1998 verlaten om brandweerman te worden, maar besloot toch om een nieuwe band op te richten. Bassist Johnny Rioux speelde hiervoor bij de Amerikaanse Oi!-band The Bruisers. Hun eerste album, Savin Hill, werd een succes en ze konden onmiddellijk een tour doen met Flogging Molly. 
In 2004 verliet McColgan definitief het brandweerkorps en werd er meer getoerd om hun album Back to the World te promoten. Het album opende vele deuren waardoor ze met bands als Social Distortion, Tiger Army, Bad Religion, Millencolin, The Bouncing Souls en The Briefs konden spelen. Ze speelden zowel in de Verenigde Staten als Europa met dit album. 
In oktober 2006 bracht de band het album Fading American Dream uit. Opnieuw volgden tours, zowel in de Verenigde Staten als Europa. In juli 2008 is het album State of Grace verschenen, gevolgd door een tournee in 2009 waarin ook Nederland en België werden aangedaan.

## Bezetting
- Mike McColgan - zang
- Marcus Hollar - gitaar
- Tobe Bean - gitaar
- Johnny Rioux - basgitaar
- Pete Sosa - drums

### Ex-leden
- Rob Guidotti - gitaar (2002-2004)
- Jeff Erna - drums (2002-2004)
- Joe Sirois - drums (2004-2007)
- Paul Rucker - drums (2007-2012)
- Bill Close - basgitaar (2002)
- Michelle Paulhus - basgitaar (2002-2003)
- Marcus Hollar - gitaar (2004-2013)
- Tobe Bean III - gitaar (2005-2012)

## Discografie

### Studioalbums
- Savin Hill (2003)
- Back to the World (2005)
- Fading American Dream (2006)
- State of Grace (2008)
- Street Dogs (2010)

### Ep's
- Demo (2002)
- Round One (split ep met The Dents, 2004)
- Crooked Drunken Sons (2013)
- Rust Belt Nation (2013)
- Street Dogs / Noi!se (split ep met Noi!se, 2014)

### Singles
- "War After the War" (2009)
- "GOP" (2012)

### Videoclips
- "Savin Hill" (2003)
- "You Alone" (2005)
- "Back to the World" (2005)
- "Final Transmission" (2006)
- "Two Angry Kids" (2009)
- "Rattle and Roll" (2010)
- "Punk Rock & Roll" (2011)
- "GOP" (2012)